# Народний художник Республіки Вірменія
Народний художник Республіки Вірменія (вірм. Հայաստանի Հանրապետության ժողովրդական նկարիչ) — почесне звання Вірменії. Звання присвоює Президент Республіки Вірменія видатним діячам образотворчого мистецтва за розвиток мистецтва, скульптури, графіки, дизайну, театрально-декораційного та декоративно-прикладного мистецтва, а також за створення цінних художніх творів, загальне визнання і виняткові заслуги.